# Hans Johner
Hans Johner (ur. 7 stycznia 1889 w Bazylei, zm. 2 grudnia 1975 w Thalwil) – szwajcarski szachista i kompozytor szachowy, mistrz międzynarodowy od 1950 roku. Z zawodu był muzykiem.

## Kariera szachowa
W czasie swojej kariery dwunastokrotnie zdobył tytuły indywidualnego mistrza Szwajcarii (samodzielnie: 1923, 1929, 1931, 1934, 1935, 1937, 1938, 1947, 1950; dzielone: 1908, 1928, 1932), co czyni go najbardziej utytułowanym pod tym względem szachistą szwajcarskim w historii. Trzykrotnie (1927, 1931, 1956) wystąpił w reprezentacji kraju na szachowych olimpiadach, był również uczestnikiem pierwszej nieoficjalnej olimpiady w 1924 r. w Paryżu.
Osiągnął kilka sukcesów w turniejach międzynarodowych, m.in. II m. w Ostendzie (1906) oraz I m. w Le Pont (1930). W 1919 r. pokonał w partii symultanicznej ówczesnego mistrza świata, Emanuela Laskera. Wielokrotnie bronił narodowych barw w meczach międzypaństwowych, m.in. w 1946 r. dwukrotnie zwyciężył Césara Boutteville'a w meczu przeciwko Francji. W turniejach startował pierwszych lat 60. XX wieku, w 1961 r. zajął VIII m. w pierwszej edycji turnieju IBM w Amsterdamie, natomiast w 1962 r. zajął VI m. w turnieju "seniorów" w Zurychu.
Oprócz gry turniejowej, zajmował się również szachową kompozycją. Łącznie opublikował ok. 300 zadań. Wiele z tych kompozycji znalazło się w opracowanym przez G.Baumgartnera zbiorze Kostbarkeiten der Problemkunst.
Według retrospektywnego systemu rankingowego Chessmetrics, najwyższą punktację osiągnął w lutym 1935 r., z wynikiem 2546 punktów zajmował wówczas 51. miejsce na świecie.
Jego starszy brat, Paul (1887–1938) również był znanym szachistą, m.in. sześciokrotnym mistrzem Szwajcarii.